# Истра (футбольный клуб, Пула)
1. перенаправление Истра 1961